# Trnovica (Jelenje)
 Trnovica  (olaszul: Ternovizza) falu Horvátországban, a Tengermellék-Hegyvidék megyében. Közigazgatásilag Jelenjéhez tartozik.

## Fekvése
Fiumétól 8 km-re északra, községközpontjától 3 km-re északnyugatra  a Rječina jobb partján fekszik.

## Története
A településnek 1890-ben 54, 1910-ben 134 lakosa volt. A trianoni békeszerződésig Modrus-Fiume vármegye Sušaki járásához tartozott. 2011-ben 47 lakosa volt.

## Lakosság
| Lakosság változása | Lakosság változása | Lakosság változása | Lakosság változása | Lakosság változása | Lakosság változása | Lakosság változása | Lakosság változása | Lakosság változása | Lakosság változása | Lakosság változása | Lakosság változása | Lakosság változása | Lakosság változása | Lakosság változása | Lakosság változása |
| ------------------ | ------------------ | ------------------ | ------------------ | ------------------ | ------------------ | ------------------ | ------------------ | ------------------ | ------------------ | ------------------ | ------------------ | ------------------ | ------------------ | ------------------ | ------------------ |
| 1857               | 1869               | 1880               | 1890               | 1900               | 1910               | 1921               | 1931               | 1948               | 1953               | 1961               | 1971               | 1981               | 1991               | 2001               | 2011               |
| 0                  | 0                  | 54                 | 97                 | 116                | 134                | 0                  | 0                  | 102                | 86                 | 96                 | 73                 | 76                 | 58                 | 61                 | 47                 |